# North Fairfield, Ohio
North Fairfield là một làng thuộc quận Huron, tiểu bang Ohio, Hoa Kỳ. Năm 2010, dân số của làng này là 560 người.

## Dân số
- Dân số năm 2000: 573 người.
- Dân số năm 2010: 560 người.